# Rivadavia (Mendoza)
Rivadavia es una localidad y distrito del departamento Rivadavia de la provincia de Mendoza, Argentina. 
Fue evolucionando a través del tiempo, y el cambio de denominación que tuvo fueron: “Las Ramadas”, “San Isidro de Uco” y “Rivadavia” (este último también para designar al Departamento).
Es la cuarta ciudad más importante de la provincia de Mendoza por población, y por algunos eventos muy importantes sucedidos en la provincia. 
Es conocida por ser sede del evento "Rivadavia le canta al país" en el cual se convoca a gran cantidad de estrellas nacionales e internacionales.
También es conocida por ser la más próxima al embalse más importante de la Provincia de Mendoza, "El Carrizal", que es una de las zonas más turísticas de la provincia.

## Historia
El pequeño núcleo poblacional surgido en la margen izquierda del río Tunuyán, en el Paso de los Salineros, poco a poco fue constituyéndose en una de las localidades más destacadas de la provincia. No tardó en convertirse en una Villa, que luego fue erigida como Ciudad el 2 de septiembre de 1953.

### SigloXVIII
En el lugar existía un cruce sobre el río el Tunuyán, por lo que el lugar se convirtió en un sitio frecuente para cruzar el río, siendo este lugar donde pasaban muchos de los arrieros y carreteros que transportaban sal desde San Carlos a Buenos Aires; por este hecho se le dio el nombre de Paso de los Salineros, siendo este el cruce menos peligroso por su amplitud, poca profundidad, poca pendiente, corriente no muy intensa y un suelo firme, lo que facilitó el trabajo para los locales. A pesar de sus ventajas por sobre el resto de los pasos, no se lograba superar siempre el río con facilidad, sobre todo cuando la corriente del río había crecido bastante, siendo complicado cruzarlo en estas ocasiones, obligando a los arrieros, carreteros y demás personas en una y otra orilla a esperar que las aguas bajaran, la cual podía durar varios días, semanas o incluso meses.
Para protegerse de la intemperie, los lugareños construyeron ramadas, quinchos, tinglados, cobertizos y ranchos con paredes de tapia. Tanto en un costado como el otro del río, las arrias y las carretas avanzaban por lo alto de las barrancas hasta encontrar el sendero indígena abierto dentro de un intricado bosque de chañares. Ese sendero reformó en una calle cuando el tránsito de animales y carretas obligó a ensancharlo y mejorarlo, recibiendo el nombre de Chañar (hoy Comandante Torres). El sendero surgió debido al paso de animales y nativos, lo cual luego fue aprovechado por los arrieros; quedaba en medio de un gran bosquecillo de chañares crecido sobre una dilatada lomada, donde muy pocas veces llegaba el agua del río cuando se desbordaba. A los costados de esa calle se comenzaron a construir las primeras ramadas en las proximidades de la actual intersección de Comandante Torres y Balcarce, y debido a que hacia el este los terrenos estaban llenos de ciénagas que imposibilitaban el paso, fue necesario continuar con las construcciones hacia el norte, hasta el camino real que bordeaba las barrancas, donde hoy se encuentra la calle Juan XXIII y Avellaneda. Allí nació la posta de Las Ramadas que ya figuraba en un mapa de 1776 cuando se fundó el Virreinato del Río de la Plata. 
Originalmente, la aldea perteneció al curato de Corocorto, pero cuando la provincia quedó dividida en departamentos numerados, Las Ramadas pasaron a pertenecer al Séptimo Departamento de Campaña, que tiempo después recibió el nombre de Gral. José de San Martín, convirtiéndose en un punto muy concurrido del departamento.

### SigloXIX
En 1810, el Teniente Gobernador José Moldes hizo un censo en la localidad, en el que quedaron registrados 50 habitantes en la Villa, entre los que figuraban Nicolás Corvalán como maestro de posta, Paulino Amaya como pulpero, Casimiro Muñoz como capataz y Juan Segovia como postillón, habitando cerca de la posta 15 peones, 7 mujeres y varios niños y esclavos. 
La Villa de Las Ramadas, según un poema, cambia su denominación por la de San Isidro debido a un milagro aproximadamente en 1816. Años más tarde un vecino de la villa, Isaac Estrella, es designado como subdelegado del Séptimo Departamento de Campaña, por lo que la villa pasa a ser sede de la subdelegación departamental.

## Geografía

### Localización
La ciudad limita al norte con el departamento de Junín, separado por calle Belgrano; al sur con los distritos de La Libertad y Los Campamentos, separados por el río Tunuyán; al oeste con el distrito de Andrade, separado por calle Primavera y al este con el distrito de Santa María de Oro y Mundo Nuevo, separados por calles San Isidro, Isaac Estrella, Silva y Urquiza.

#### Plano
El plano de la ciudad de Rivadavia es en damero, con forma rectangular, cuya mayor extensión es 5,67 km de norte a sur (desde la calle Belgrano hasta el barrio Bajo Matadero) y de 3,08 km (desde el barrio Atamisky hasta el barrio Democracia). La totalidad de las calles son paralelas y perpendiculares entre sí, cortándose en ángulos rectos, y cada una de ellas presenta una forma recta con algunas excepciones, como la calle Isaac Estrella, que va de oeste a este y cuyo trazado es en arco siguiendo una línea de barranca, al igual que Almirante Brown, que presenta las mismas características.
Las principales calles que se comportan como ejes organizadores del área urbana son:
- NORTE-SUR:

- SAN ISIDRO 
- CHAÑAR/COMANDANTE TORRES
- GRAL. LA MADRID
- MARIANO GÓMEZ
- SARMIENTO
- ARENALES
- URQUIZA
- BRANDSEN
- ESTE-OESTE:

- ISAAC ESTRELLA
- AVELLANEDA/JUAN XXIII
- ALMIRANTE BROWN
Para un mapa detallado de la ciudad, véase OpenStreetMap.
Además del casco urbano principal, existen áreas urbanas muy importantes dispersas por el distrito, como el Barrio Carrascosa sobre la calle San Isidro, el Barrio Caparroz sobre la calle Belgrano en el límite con Junín y el barrio de la CEAPRL en la intersección de calle Primavera y Falucho en el límite con el distrito Andrade.

### Paisaje urbano
Morfológicamente, la ciudad cuenta con un paisaje chato de viviendas bajas que no superan los 2 niveles, siendo escasas las estructuras que resaltan por su altitud. Las más importantes son el edificio municipal (4 pisos), la galería Centorbi (6 pisos), la torre de la Iglesia San Isidro Labrador y el tanque de agua.
Desde el aire se puede apreciar una gran arboleda de la que sobresalen las viviendas; esto se debe al típico paisaje mendocino con acequias y árboles en todas sus calles, siendo más apreciable en las zonas sur y centro del área urbana.
En cuanto a la arquitectura, la mayoría de las construcciones son modernas sin un estilo determinado, aunque existen algunas obras de construcción antigua de estilo español y hoy se comienza a utilizar un estilo colonial.
Cuenta con muchos espacios verdes que realzan la belleza del lugar. En la actualidad el bulevar (llamado de esa forma por la población) es un espacio de recreación donde las personas practican actividades en forma libre.
Otros espacios de recreación son la actual pista de skate –creada para los jóvenes del departamento, quienes no contaban con un espacio para este deporte–, el tan querido polideportivo –donde se realizan la mayor parte de las actividades fomentadas por el municipio que permiten el crecimiento constante del deporte– y la arboleda, que atrae a cientos de rivadavienses cada fin de semana para distraerse de la cotidiana rutina de trabajo semanal

### Población
Contaba con 26,792 habitantes (Indec, 2001), lo que representa un incremento del 23 % frente a los 21,770 habitantes (Indec, 1991) del censo anterior. Hoy cuenta con alrededor de 30.000 personas. La mayor parte de la población se concentra en los barrios que rodean el centro de la ciudad siendo los más populosos Los Carrizales, Arenales, Democracia, etc. El distrito cuenta con amplias zonas cultivadas hacia el oeste de calle Chañar y al norte de Isaac Estrella. Además, todavía quedan fincas dentro del radio urbano, aunque rápidamente se van convirtiendo en barrios o loteos.

### Sismicidad
La sismicidad del área de Cuyo (centro oeste de Argentina) es frecuente y de intensidad baja con un silencio sísmico de terremotos medios a graves cada 20 años.
Sismo de 1861Aunque la actividad geológica catastrófica, ocurre desde épocas prehistóricas, el terremoto del 20 de marzo de 1861 (164 años) señaló un hito importante dentro de la historia de eventos sísmicos argentinos, ya que fue el más fuerte registrado y documentado en el país. A partir del mismo la política de los sucesivos gobiernos mendocinos y municipales han ido extremando cuidados y haciendo más restrictivos los códigos de construcción. Además, con el terremoto de San Juan de 1944 del 15 de enero de 1944 (81 años), el gobierno sanjuanino también tomó estado de la enorme gravedad sísmica de la región.
Sismo del sur de Mendoza de 1929Muy grave, y al no haber desarrollado ninguna medida preventiva, mató a 30 habitantes
Sismo de 1985Fue otro episodio grave, de 9 segundos de duración, llegó a derrumbar el viejo Hospital del Carmen (Godoy Cruz).

### Flora
Existen pocas zonas de la ciudad que presenten vegetación natural, a excepción de los baldíos y las costas del río Tunuyán. Predomina el bioma del Monte con algarrobos, chañares y jarillas aunque en pocos lugares quedan vestigios de estas plantas. Por otro lado, en algunas zonas salinas predominan las plantas halófilas como la zampa, el pájaro bobo, la pichana y la vidriera. Al sur de la ciudad predominan plantas de zonas húmedas como la cortadera, la totora y los pastizales. Como todas las ciudades mendocinas, la trama urbana presenta una abundante diversidad de árboles en sus calles como plátanos, moras, álamos, carolinos, eucaliptos, fresnos, paraísos y palmeras.

## Educación
Rivadavia cuenta con establecimientos de nivel primario, nivel secundario y nivel terciario. En la zona sur de la ciudad se ubica el anexo de la Universidad Tecnológica Nacional Regional Cuyo. Las principales carreras que se pueden estudiar en Rivadavia están orientadas a la enseñanza (Enseñanza básica, profesorado de matemática, de física, etc). Los primeros 3 años de la carrera de ingeniería electromecánica se pueden realizar también la ciudad. Rivadavia también cuenta con jardines maternales 9 pertenecientes a la municipalidad de Rivadavia y algunos dependientes de ONG. Estos establecimientos permiten la ayuda social a la población trabajadora, ya que albergan a niños de entre 45 días y 3 años cumplidos, en dos turnos. Estas instituciones pedagógicos cuentan con docentes capacitadas para la tareas y las que no solo imparten cuidados a los menores sino también realizan una labor de asistencialismo, sobre todo en los distritos donde se encuentran las familias con vulnerabilidad social.

## Espacios recreativos
La ciudad cuenta con abundantes espacios recreativos, siendo los más importantes la Plaza Bernardino Rivadavia, el polideportivo y el parque de la Estación de Trenes. Además cuenta con un bulevar en la calle Sargento Cabral.
Plazas:
- Bernardino Rivadavia

- De Las Madres (Dr. Musino y José Hernández)

- 3 plazas del Barrio Los Carrizales

- Plaza San Martín

- Plazoleta Sarmiento

- 9 de Julio (Barrio 9 de Julio)

- 18 de Abril (Barrio Empleados de Comercio)

- 2 plazas del Barrio Juventud

- Plaza de los Estudiantes ( Comeglio y San Martín)

- Plaza Malvinas Argentinas (Barrio Arenales)

- Plaza de Las Flores (Sarmiento, entre Illia y Vicuña Prado)

- Paseo de Los Poetas (Bulevar calle Mario Vitale)

- Bulevar Sargento Cabral

- Bulevar Salta

- Rotonda del Lago (Calle Sarmiento)

- Plazas de los Barrios Marcial Pérez, San Cayetano, Confraternidad I, El Retamo, Atamisky II, Independencia, Portal de Belem, Mutual Cuyo I y II, San Isidro I y II y Democracia

Parques:
- Paseo del Lago

- Parque del Polideportivo

- Parque Central (Estación de Trenes)

## Parroquias de la Iglesia Católica
| Arquidiócesis | Mendoza             |
| ------------- | ------------------- |
| Parroquia     | San Isidro Labrador |